# Francin
Pour les articles homonymes, voir Francin (homonymie).
Francin est une ancienne commune française située dans le département de la Savoie, en région Auvergne-Rhône-Alpes.
Le 1er janvier 2019, elle fusionne avec la commune de Les Marches pour former la commune nouvelle Porte-de-Savoie, dont elle devient commune déléguée.

## Géographie
La commune est située sur l'axe du sillon alpin dans la vallée de l'Isère, au début  de la Combe de Savoie, et est limitrophe de la ville de Montmélian.

## Toponymie
Les différentes formes attestées du village sont Francinis (1100), Francyens (1260), Francino (1303), Francinum (1488).
En francoprovençal, le nom de la commune s'écrit Fransin, selon la graphie de Conflans.

## Histoire
En 1342, l'orme des Mortes, situé dans la plaine des Marches au sud de Montmélian et qui fixe la frontière delphino-savoyarde, est abattu par des bouviers de Francin qui remettent en question la dite frontière.
Le 26 septembre 2018, un arrêté préfectoral acte la fusion de Francin avec Les Marches sous la commune nouvelle de Porte-de-Savoie qui est effective le 1er janvier 2019.

## Politique et administration
La commune est membre de la Communauté de communes Cœur de Savoie. Elle appartient au Territoire du Cœur de Savoie, qui regroupe une quarantaine de communes de la Combe de Savoie et du Val Gelon.

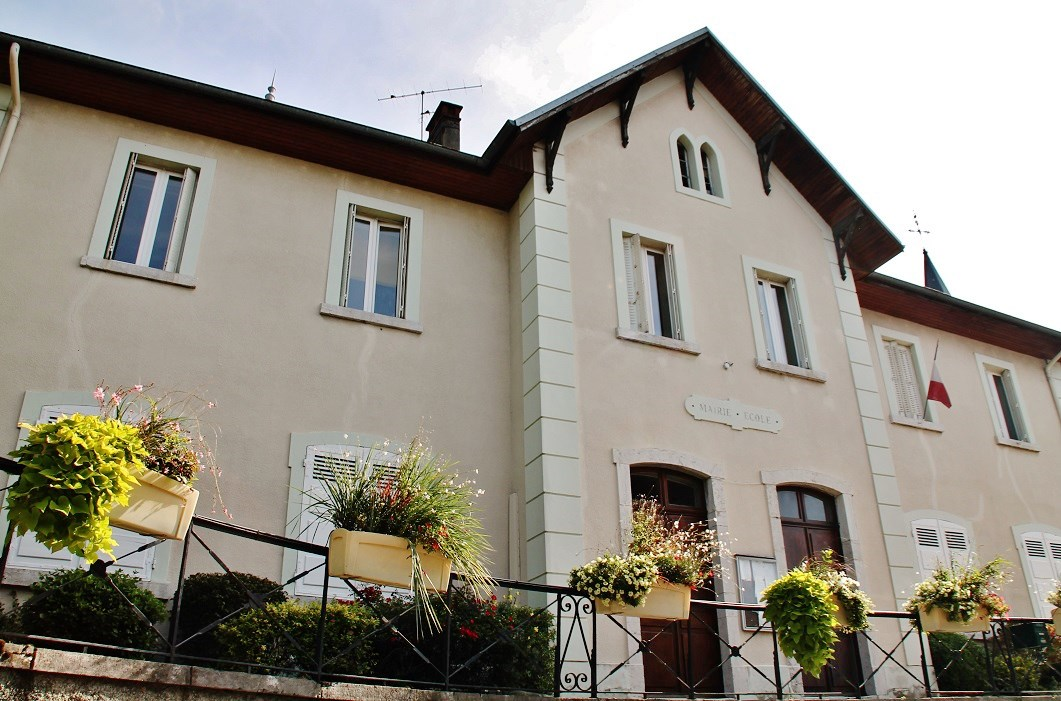
Mairie de Francin.

| Période                                  | Période          | Identité       | Étiquette | Qualité                                                            |
| ---------------------------------------- | ---------------- | -------------- | --------- | ------------------------------------------------------------------ |
| mars 2001                                | mars 2014        | André Girard   |           |                                                                    |
| mars 2014                                | 31 décembre 2018 | Franck Villand | SE        | Fonctionnaire 12e vice-président de la CC Cœur de Savoie (2014 → ) |
| Les données manquantes sont à compléter. |                  |                |           |                                                                    |

## Démographie
L'évolution du nombre d'habitants est connue à travers les recensements de la population effectués dans la commune depuis 1793. Pour les communes de moins de 10 000 habitants, une enquête de recensement portant sur toute la population est réalisée tous les cinq ans, les populations de référence des années intermédiaires étant quant à elles estimées par interpolation ou extrapolation. Pour la commune, le premier recensement exhaustif entrant dans le cadre du nouveau dispositif a été réalisé en 2004.

En 2016, la commune comptait 928 habitants, en évolution de +5,1 % par rapport à 2010 (Savoie : +3,63 %, France hors Mayotte : +2,11 %).
| 1793 | 1800 | 1806 | 1822 | 1838 | 1848 | 1858 | 1861 | 1866 |
| ---- | ---- | ---- | ---- | ---- | ---- | ---- | ---- | ---- |
| 627  | 736  | 777  | 758  | 922  | 841  | 768  | 800  | 804  |

| 1872 | 1876 | 1881 | 1886 | 1891 | 1896 | 1901 | 1906 | 1911 |
| ---- | ---- | ---- | ---- | ---- | ---- | ---- | ---- | ---- |
| 717  | 721  | 686  | 673  | 614  | 537  | 507  | 516  | 555  |

| 1921 | 1926 | 1931 | 1936 | 1946 | 1954 | 1962 | 1968 | 1975 |
| ---- | ---- | ---- | ---- | ---- | ---- | ---- | ---- | ---- |
| 508  | 504  | 507  | 432  | 447  | 417  | 466  | 446  | 413  |

| 1982 | 1990 | 1999 | 2004 | 2006 | 2009 | 2014 | 2016 | - |
| ---- | ---- | ---- | ---- | ---- | ---- | ---- | ---- | - |
| 567  | 566  | 686  | 805  | 816  | 871  | 915  | 928  | - |

## Économie
Le parc d'activités économiques Alpespace est situé en partie sur la commune de Francin. Il s'agit d'un pôle reconnu comme étant d'intérêt régional.
Le commune fait partiellement partie de l'aire géographique de production et transformation du « Bois de Chartreuse », la première AOC de la filière Bois en France,.

## Culture locale et patrimoine

### Lieux et monuments

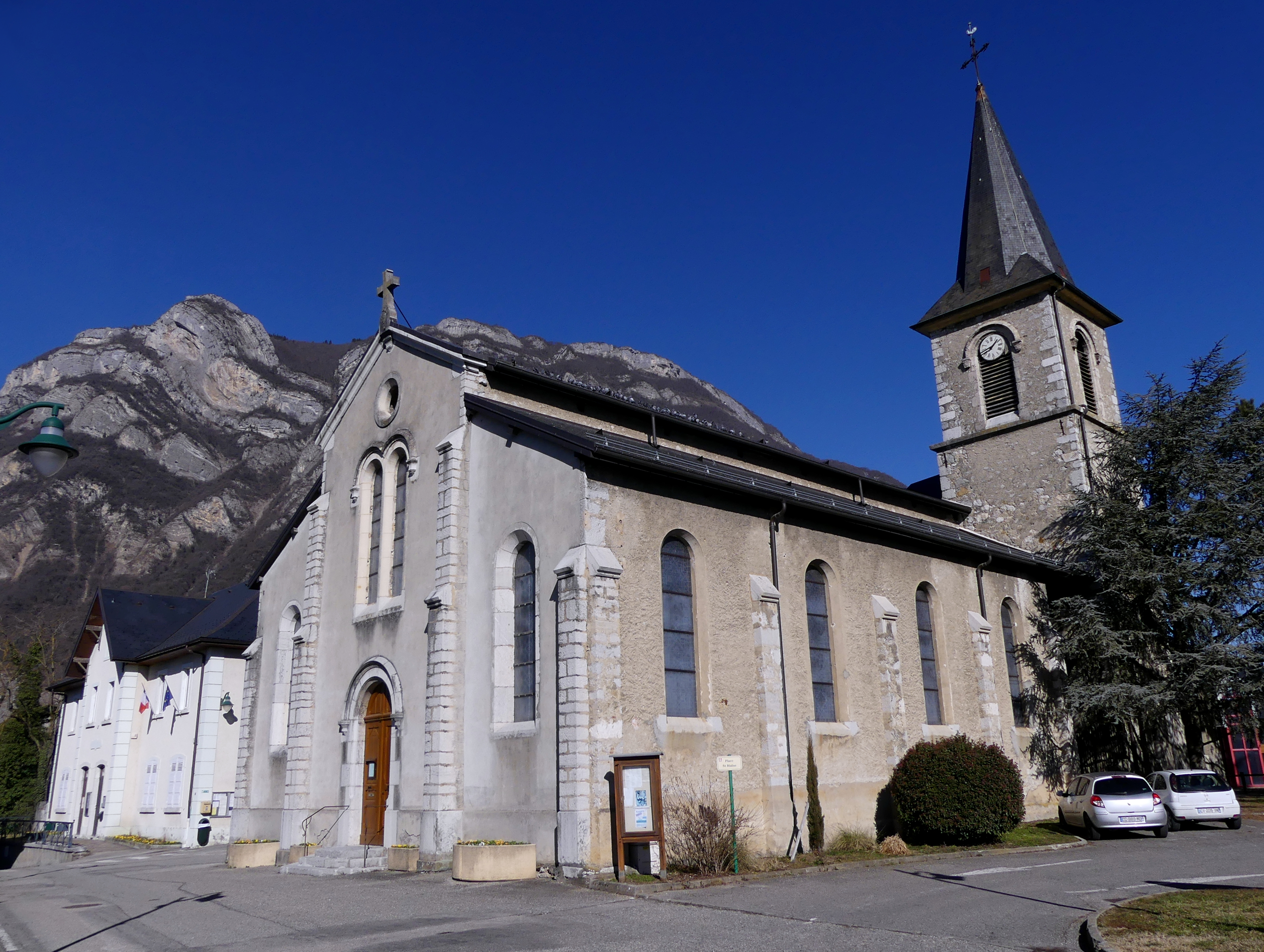
L'église paroissiale Saint-Blaise.

- Le château de Carron est un ancien rendez-vous de chasse édifié en 1768. Il fut la propriété du général d'Empire Pierre Decouz. Ses descendants en sont toujours propriétaires et font visiter la demeure, son parc romantique et son jardin à la française.
- La ferme de Leschaud, un des plus anciens bâtiments de la commune, construite au XVe siècle et dont l'histoire se confond souvent avec les nombreuses attaques du fort de Montmélian (lire plus d'informations sur le site de la commune de Francin).
- L'école privée Jean-François-Gojon avec sa section carrée et son toit à quatre pans créée en 1829 abrite aujourd'hui la bibliothèque communale. En 2008, elle a vu se construire (en voisine) la nouvelle école de Francin où les enfants apprennent et grandissent dans un cadre fonctionnel et un environnement exceptionnel.
- Les fours communaux de Francin. Huit années vont séparer la décision de construire des fours 1842 et leur propre réalisation 1850. Leur emplacement retenu sera celui  voisin de l'école. Le cahier des charges est rigoureux. Deux fours côte à côte dont un de trois mètres de diamètre. Les tuiles viennent de la tuilerie des Marches, les dalles de la Chapelle Blanche, les ardoises du toit de Maurienne. Depuis 2002, une association « Aux fours et à Francin » a été créée pour l'exploitation et la valorisation des fours. Chaque année au mois de mai le quartier des fours communaux reprend vie lors de la fête du Pain.
- L'église de Francin. C'est en 1863 que la décision est prise de construire une nouvelle église. Les vitraux sont réalisés par Caspar Laurent-Gsell, peintre verrier à Paris, en 1870. Le vitrail central de l'abside présente un médaillon consacré à saint Blaise sous le vocable duquel l'église est placée. Le maître-autel est en marbre blanc avec des marches en pierres d'échaillon. La couverture et les chéneaux en cuivre sont les derniers travaux réalisés par la commune en 2011. L'église est ouverte aux fidèles tous les dimanches.

Autres maisons remarquables :
- le château de Miribel ;
- la ferme de Beauregard ;
- la ferme fortifiée du Plan d'en Bas ;
- la propriété de Gringalet.

### Espaces verts et fleurissement
En 2014, la commune obtient le niveau « une fleur » au concours des villes et villages fleuris.

### Personnalités liées à la commune
- Le général d'Empire Pierre Decouz (1775-1814), propriétaire du château de Carron.